# Římskokatolická farnost Panské Dubenky
Římskokatolická farnost Panské Dubenky je územní společenství římských katolíků s farním kostelem Zjevení Páně v děkanství jihlavském.

## Historie farnosti
Základní kámen zdejšího kostela byl položen v roce 1787, o rok později byl kostel vysvěcen.

## Duchovní správci
- P. Karel Langer (1891–1920)
- P. Jan Mejzlík (1920–1965)
- P. Václav Hanusa (1965–1969
- P. Antonín Kabátek (1969–1973)
- P. Ladislav Simajchl (1973–1981)
- P. Stanislav Kovář
- P. Dominik Bohumír Jirků
- P. Rudolf Maria Kosík OPraem.
- P. Jiří Balabán (1987–2007)[2]

Administrátorem excurrendo byl od září 2007 R. D. Stanislav Forst ze Studené. Dne 1. září 2018 jej vystřídal R. D. Mgr. Josef Maincl z Telče. 1. září 2023 se stal administrátorem farnosti R. D. Martin Hönig ze Studené.

## Kněží pocházející z farnosti
Rodákem z Klatovce byl dominikán P. Ondřej Petrů, teolog a překladatel Nového zákona. Primici měl ve farním kostele v roce 1941. Z Kaliště (část Býkovec) pocházel někdejší jezuitský provinciál Josef Čupr.

## Bohoslužby
| Kostel       | Místo          | Bohoslužba (den) | Hodina                    | Poznámka     |
| ------------ | -------------- | ---------------- | ------------------------- | ------------ |
| Zjevení Páně | Panské Dubenky | sobota           | 17.00 (zima)/18.00 (léto) | farní kostel |

## Aktivity ve farnosti
Dnem vzájemných modliteb farností za bohoslovce a bohoslovců za farnosti brněnské diecéze je 21. listopad. Adorační den připadá na 27. dubna.
Každoročně se ve farnosti koná tříkrálová sbírka. V roce 2017 dosáhl výtěžek sbírky ve Studené a okolních obcích 70 412 korun.